# West Lealman
West Lealman är en ort (CDP) i Pinellas County, i delstaten Florida, USA. Enligt United States Census Bureau har orten en folkmängd på 15 651 invånare (2010) och en landarea på 8,1 km².